# فيليكس دهيريل
كان فيليكس دهيريل (بالفرنسية: Félix d’Hérelle) (من مواليد 25 أبريل عام 1873، وتوفي في 22 فبراير من عام 1949) عالم أحياء دقيقة كنديًا فرنسيًا شارك في اكتشاف العاثيات البكتيرية (الفيروسات التي تصيب البكتيريا) وأجرى تجاربًا على العلاج الفيروسي بالعاثية. وتنسب إلى دهيريل إسهامات في توسيع مفهوم علم الأحياء الدقيقة التطبيقي.

## سيرة حياته

### أولى سنوات حياته
توفي هوبيرت أوغستين فيليكس هايرنز، والد فيليكس، عندما كان في الثلاثين من عمره، وكان فيليكس حينها يبلغ ست سنوات فقط. بين سن السابعة وسن السابعة عشر، تنقل دهيريل بين عدة مدراس في باريس، بما في ذلك ثانوية ليسيه كوندورسيه، ومدرسة لويس الكبير الثانوية. في خريف عام 1891، سافر دهيريل إلى مدينة بون الألمانية، حيث حضر محاضرات في جامعة بون «لأشهر معدودة».
حصل دهيريل على شهادة في التعليم الثانوي فقط، ولم يلتحق بالجامعة، ودرس العلوم بجهود شخصية. سافر دهيريل بين سن السادسة عشر وسن الرابعة والعشرين، بشكل كبير، مستعينًا بالأموال التي قدمتها له والدته. في سن السادسة عشر، سافر عبر أوروبا الغربية مستخدمًا الدراجة، وبعد تخرجه من المدرسة، في سن السابعة عشر، سافر دهيريل إلى أمريكا الجنوبية. بعد ذلك تنقل عبر أوروبا بما في ذلك تركيا، حيث التقى، في سن العشرين، زوجته المستقبلية، ماري كير.
في سن الرابعة والعشرين، انتقل دهيريل مع زوجته وابنته، إلى كندا. وقام ببناء مختبر منزلي، ودرس علم الأحياء الدقيقة بنفسه من خلال قراءة الكتب، وإجراء تجاربه الخاصة. تمكن دهيريل، بتأثير من صديق والده الراحل، من الحصول على عمولة من الحكومة الكندية لدراسة تخمير وتقطير شراب القيقب وتحويله لمشروب كحولي. حاول صديق والد دهيريل التأثير عليه من خلال الحديث عن تجربة باستور، فقال له: «بدأ باستور بداية جديدة من خلال دراسة التخمير، لذلك قد يكون هذا الموضوع مثيرًا للاهتمام بالنسبة لك أيضًا». عمل دهيريل أيضًا كمسعف في رحلة جيولوجية، على الرغم من عدم امتلاكه لأي شهادة طبية أو لخبرة حقيقية في هذا المجال. استثمر دهيريل جميع أمواله تقريبًا في مصنع للشوكولاته بالشراكة مع أخيه، إلا أنه سرعان ما أفلس.
خلال هذه الفترة، وتحديدًا في شهر مايو من عام 1901، نشر دهيريل أول ورقة علمية له حملت عنوان «تشكيل الكربون من قبل النباتات» في أحد أعداد مجلة لو ناتوراليست كنديان. كانت الورقة البحثية الجديدة جديرة بالتقدير لسببين اثنين، أولًا لأنها تظهر مستوىً استثنائي من التقدم العلمي لشخص عصامي تعلم بنفسه بعيدًا عن الجامعات، وثانيًا لأنها تتحدث عن موضوع شائك يهم الكثيرين، ألا وهو رصيد الكربون في الطبيعة على مستوى العالم، بيد أن ادعاءات الورقة كانت خاطئة، إذ ادعى دهيريل أن نتائج تجاربه، التي أجراها بنفسه، تشير إلى كون الكربون مركبًا وليس عنصرًا.

### غواتيمالا والمكسيك
بعد نفاذ جميع أمواله تقريبًا، وولادة ابنته الثانية، وقع دهيريل عقدًا مع حكومة غواتيمالا ليعمل كعالم جراثيم في المستشفى العام لمدينة غواتيمالا. اشتمل عمله على تنظيم الدفاعات ضد الأمراض المروعة التي كانت منتشرة في ذلك الوقت بما في ذلك الملاريا والحمى الصفراء. درس دهيريل في غواتيمالا أيضًا العدوى الفطرية لنبتة البن، واكتشف إمكانية علاجها من خلال تحميض التربة. كمهمة جانبية، طُلب من دهيريل أن يجد طريقة لصنع الويسكي من الموز. كانت الحياة في البيئة القاسية والخطرة التي تتميز بها غواتيمالا صعبة على العائلة، لكن دهيريل، الذي لطالما كان يعشق المغامرة، كان مستمتعًا بالعمل بالقرب من «أرض الواقع» مقارنة مع العمل في البيئات المعقمة للعيادات «المتحضرة». وذكر فيما بعد أن طريقه العلمي قد بدأ في تلك المرحلة من حياته.
في عام 1907، حصل دهيريل على عرض من الحكومة المكسيكية لمواصلة دراسته حول التخمير، فانتقل مع عائلته إلى مزرعة لنبتة أغاف السيزال بالقرب من مدينة ماردة عاصمة ولاية يوكاتان المكسيكية. أصاب المرض دهيريل وعائلته، لكنه تمكن، في عام 1909، من ابتكار طريقة لصناعة مشروب كحولي من نبتة السيزال.